# 德國軍事顧問團
德國軍事顧問團，為德國協助中華民國的軍事顧問團。主要分為兩個階段，第一階段是1928年開始，一直到1938法肯豪森將軍被召回德國為止，在中國協助蔣中正進行德國軍火買賣相關事宜及軍隊現代化的顧問團。第二階段則是指戰後西德協助在臺灣的中華民國國軍訓練軍官的「明德專案」，始於1963年，終於1975年。

## 德國軍事顧問團（1928-1938）
1938年6月27日，纳粹德国外交部严令在华的全部德籍军事顾问一律停止活动，立即离开中国，否则视为叛国。1938年7月5日，全体德国军事顾问借道香港归国。

### 德國駐華軍事顧問團總顧問

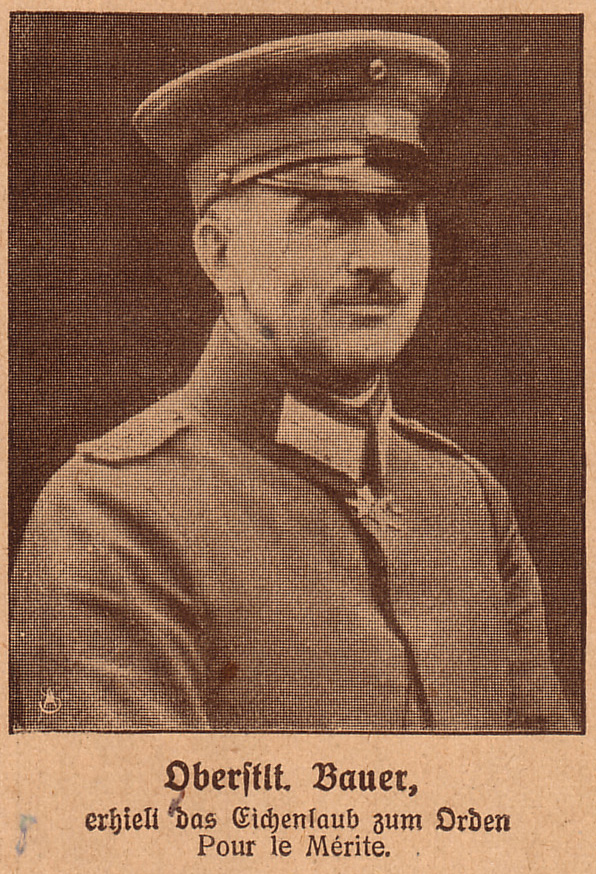
上校總顧問馬克斯·鮑爾
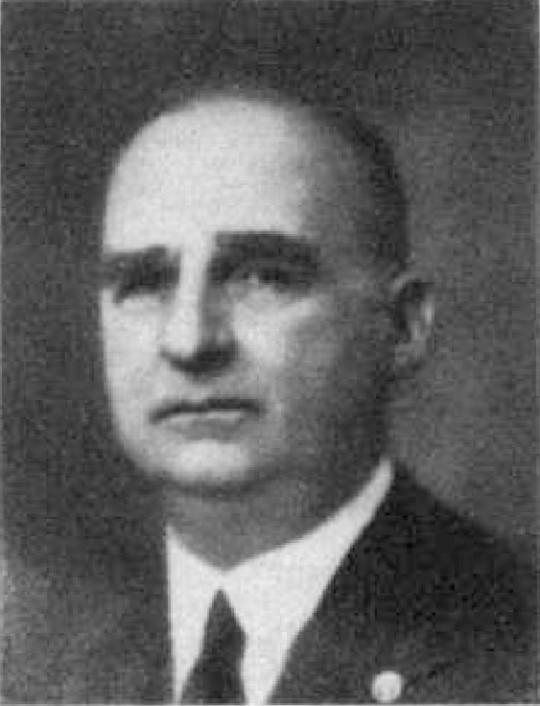
上校代總顧問赫爾曼·克禮拜爾
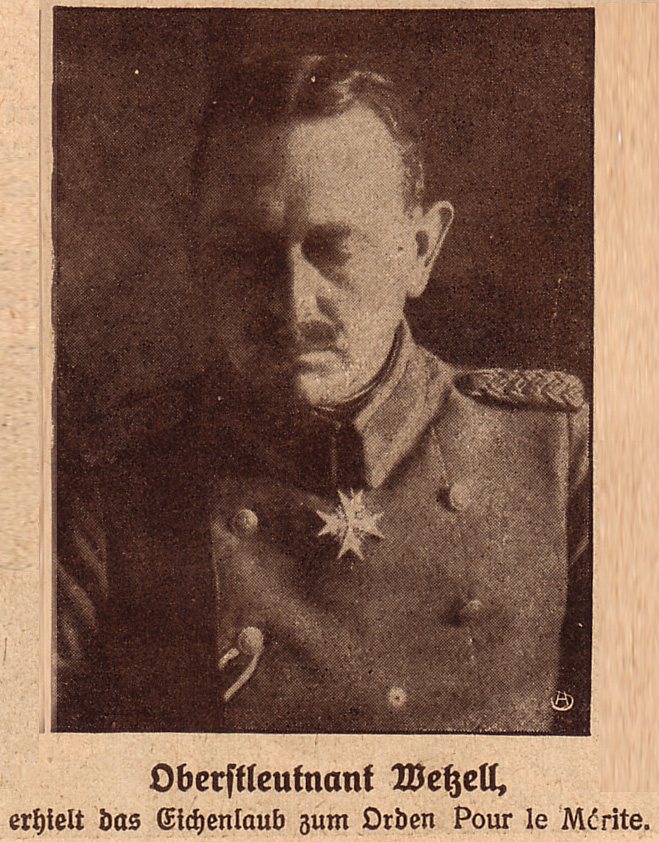
中將總顧問喬治·魏澤爾[註 1]
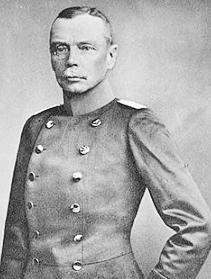
上將總顧問漢斯·馮·塞克特
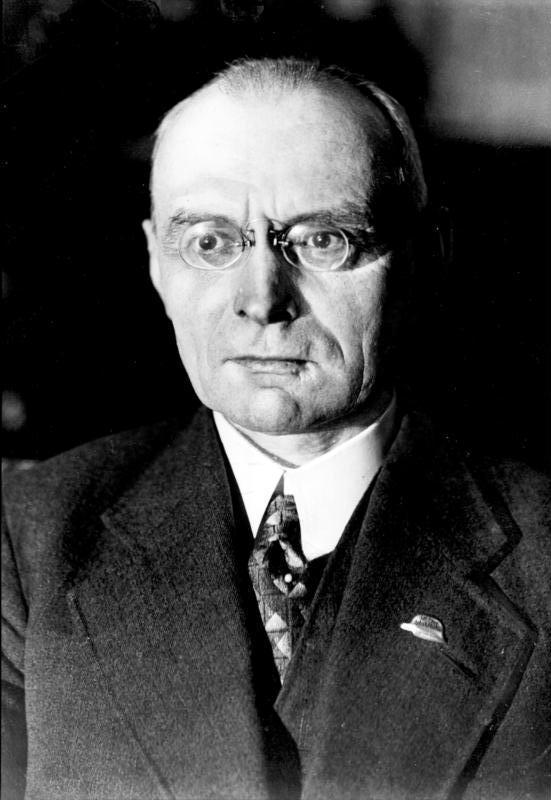
上將總顧問亞歷山大·馮·法肯豪森

| 級職         | 譯名                 | 原名                       | 任職時間             | 離職時間            |
| ------------ | -------------------- | -------------------------- | -------------------- | ------------------- |
| 上校總顧問   | 馬克斯·鮑爾          | Max Hermann Bauer          | 民國17年(1928年)11月 | 民國18年(1929)年4月 |
| 上校代總顧問 | 赫爾曼·克禮拜爾      | Hermann Kriebel            | 民國18年(1929年)4月  | 民國19年(1930年)5月 |
| 中將總顧問   | 喬治·魏澤爾          | Georg Wetzell              | 民國19年(1930年)5月  | 民國23年(1934年)4月 |
| 上將總顧問   | 漢斯·馮·塞克特       | Hans von Seeckt            | 民國23年(1934年)5月  | 民國24年(1935年)3月 |
| 上將總顧問   | 亞歷山大·馮·法肯豪森 | Alexander von Falkenhausen | 民國24年(1935年)3月  | 民國27年(1938年)7月 |

第1任總顧問是马克斯·鲍尔上校，1928年11月至1929年5月在华，由於《凡爾賽條約》等因素，這段時期表面是以經濟顧問而非軍事顧問名義來華，主要貢獻也是在軍火生產及買賣上，他最終在參與蔣桂戰爭期間因感染天花死於中國。在第2任總顧問到來前，由赫爾曼·柯利伯爾中校代理總顧問，由1929年5月至1930年5月。
第2任總顧問為喬治·魏澤爾（佛采爾）中將，1930年5月至1934年4月在华，他同時也參與了中原大戰及第五次剿共戰爭。
第3任總顧問為汉斯·冯·塞克特上將，1934年5月至1935年3月在华，他被譽為德意志國防軍之父，雖然來華不到一年，但在他任內仍奠定了不少國軍現代化的基礎，如倡議建立德械化的教導總隊等，但因健康因素，在推薦法肯豪森作為他的下任顧問後離華，並於隔年過世。
第4任同時也是最後一任總顧問為亞歷山大·馮·法肯豪森上將，1935年3月至1938年7月在华，他趕在抗日戰爭爆發前，加速進行了中央軍的德械化，並在抗日戰爭初期大力協助蔣中正在對日戰略、戰術上的部署，他所留下的戰略部署如影響在離華後仍持續發生作用。

## 明德專案（1963-1975）
「明德專案連絡人室」簡稱「明德小組」（德語：Ming-teh-Gruppe），成立於1963年7月2日，1975年12月31日解散，共歷時12年半。當時在臺已有美軍顧問團及白團兩個外國顧問團，明德專案與白團一樣是屬於非公開的秘密顧問團，主要貢獻於對軍官之教育，首任顧問為曾歷經兩次大戰，又參與過西德聯邦國防軍建軍的孟澤爾少將。後來又歷經若爾丹（Paul Jordan）和考夫曼（Kurt Kauffmann）兩任顧問。臺灣方面的主要聯絡人則為曾留學德國的蔣緯國中將。在明德專案外，另有派軍官赴德培訓的「培德案」，前後合計共培訓了25位軍官（前總統府國家安全會議秘書長殷宗文與前陸軍總司令李楨林、孟澤爾將軍侍從官王玉麒等）。

### 引用
1. 1 2 3 4 5 6  《俞大維傳》. 作者：李元平; 出版社：臺灣日報社; 出版日：1992年01月05日，392 頁; （繁體中文），01，02，增訂版 的存檔，存档日期2014-02-21.
2. ↑  李曼、魏澤爾、史迪威（Otto Liman von Sanders、Georg Wetzell、Joseph W. Stiwell）：三位在東方具有爭議性外國軍事顧問的比較研究 （页面存档备份，存于） - 數位典藏與數位學習- 中央研究院數位文化中心
3. ↑  Georg Wetzell （页面存档备份，存于） - 國家圖書館
4. ↑  黃慶秋 1969.
5. ↑  宋啟成 2012.
6. ↑  王慶偉. . 世界新聞網-北美華人社區新聞. 美國史丹福: 北美世界日報. May 15, 2013. （原始内容存档于2014年5月22日） （中文）.

## 外部連結
- 1928年－1938年在中國的德國軍事使团 （页面存档备份，存于） （英文）
- 秘密之剑——蒋介石的德国军事顾问们
- 德国军事顾问亞歷山大·馮·法肯豪森與淞滬會戰 （页面存档备份，存于）
- 揭秘蔣介石軍事顧問團：是德國人在組織中國抗戰